# Jasna Fritzi Bauer
Jasna Fritzi Bauer (Wiesbaden, 20 de febrero de 1989) es una actriz suiza.

## La vida
Entre los años 2006 y 2008, Bauer fue miembro de la compañía en el Club del teatro estatal de Hesse Wiesbaden. Luego completó sus estudios de actuación en la Escuela superior de arte dramático Ernst Busch" de Berlín, en la cual se graduó el año 2012.

## Filmografía
- 2010: En la Edad de Ellen
- 2011: Un Tick diferente
- 2012: Barbara
- 2012: Für Elise
- 2013: Scherbenpark
- 2013: Tiempo de Héroes (serie de televisión, 9)
- 2013: El Criminalista (Serie De Televisión, Como Consecuencia De Dolly 2.0)
- 2013: GeschwisterDiebe (Cortometraje)
- 2014: About a Girl
- 2014: Bornholmer Straße
- 2015: Blochin De los Vivos y de Los Muertos (TV miniseries)
- 2016: Polizeiruf 110 – Lobos
- 2016: El Sacher
- 2017: Cortado
- 2017: la Escena del crimen: la Tierra en este Tiempo
- 2017: Axolotl Overkill
- 2017: Festival de verano
- 2017: Goliath
- 2017: Spreewaldkrimi – Entre la Vida y la Muerte (serie de televisión)

## Obras de teatro seleccionadas
- 2007: Langostas, Teatro Estatal Hessian Wiesbaden (Dirección: Slobodan Unkovski)
- 2007: el Verano antes de Balcón, Teatro estatal hessian Wiesbaden (Dirección: Thorsten Llevado)
- 2008: RENT, Teatro estatal hessian Wiesbaden (Dirigida por: Iris Limbarth)
- 2008: Pequeño Lord Remi, Teatro Nordhausen (Dirigida Por: Iris Limbarth)
- 2009: Tiempo de Wilma, Tojo Teatro de Berna (Dirigida por: Noemi Steffen)
- 2010: Refugio nocturno, Schaubühne am Lehniner Platz de Berlín (Dirigido por Peter de la Joven)
- 2011: Héroes, pidió Studio Theater de Berlín (Dirigido por Roscha A. Säidow)
- 2011: El poder de la Oscuridad, Schaubühne am Lehniner Platz de Berlín (Dirigido por Michael Thalheimer)
- 2012: El Juego del Amor y el Azar, teatro palaciego en el Nuevo Palacio de Potsdam (Dirigida por: Jutta Hoffmann)
- 2014: el Trompe l'amour, Volksbühne de Berlín (Dirigido por Martin Wuttke)
- 2016: Judith, Volksbühne De Berlín (Dirigido Por Frank Castorf)
- 2017: Infinita Diversión, Sophiensaele, Berlín (Dirigido Por Thorsten Lente)

## Premios
- 2011: Nachwuchsdarstellerpreis para el Papel de Eva en Un Tick diferente, Filmkunstfest de Mecklemburgo-Pomerania occidental
- 2011: Vontobel-Precio, Ensemblepreis a los Estudiantes de la Escuela superior de arte dramático Ernst Busch de Berlín para Héroes
- 2012: Nominación para el alemán Schauspielerpreis en la Categoría femenina Papel de Barbara
- 2012: New Faces Award de la Revista Colorido como mejor Nachwuchsdarstellerin para la película Un Tick diferente
- 2013: Festival Max Ophüls Precio: Mejor Nachwuchsdarstellerin en Scherbenpark
- 2013: Nominación para el Nestroy De Theaterpreis en la Categoría de Mejor Descendencia como Luise en Liliom en el Burgtheater y como Purl Schweitzke en Algunos Mensajes a Todo el Akademietheater
- 2014: Nominación para el Günter-Strack-Fernsehpreis para el Papel de Paulina Brunner en el Tiempo de los Héroes
- 2014: Nominación para el Hesse Fernsehpreis en la Categoría de Mejor Actriz de Scherbenpark
- 2014: Bayerischer premios de la academia como mejor Nachwuchsdarstellerin de About a Girl
- 2016: Nominación para el Júpiter Award como Mejor Actriz Nacional de About a Girl
- 2017: Hessischer de la película y Kinopreis De Newcomerpreis